# Vilhelm Kyhn

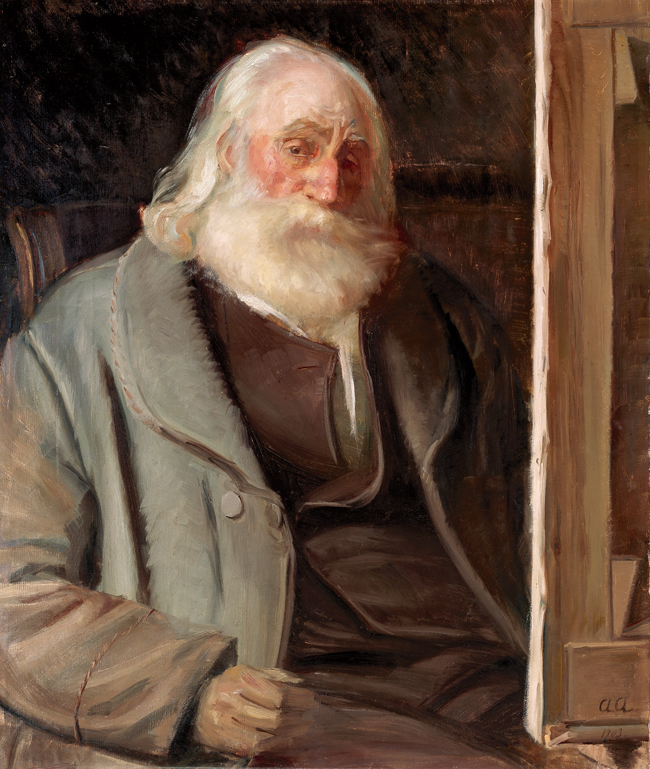
Vilhelm Kyhn
Porträt von Anna Ancher, 1903

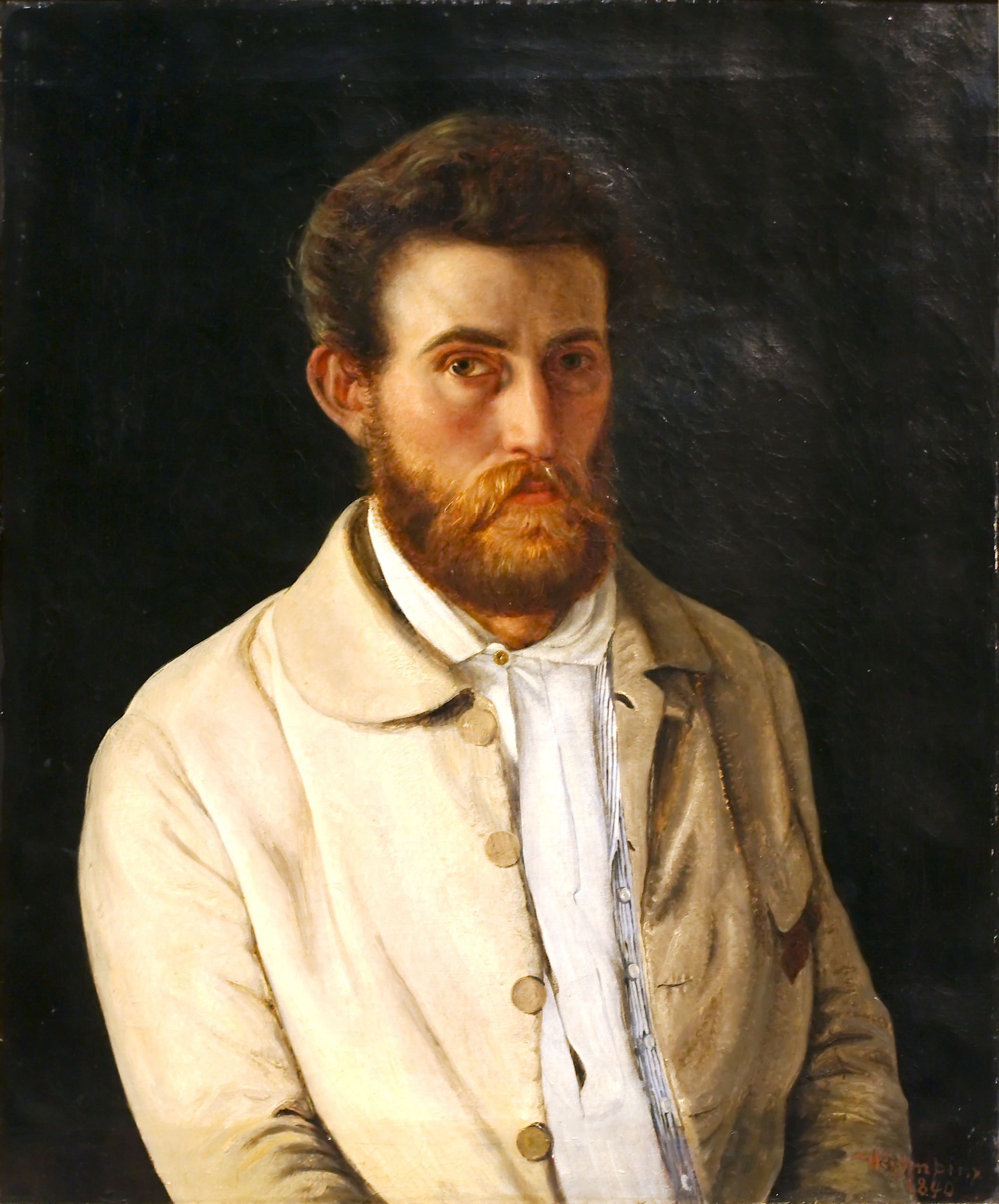
Selbstporträt, 1840

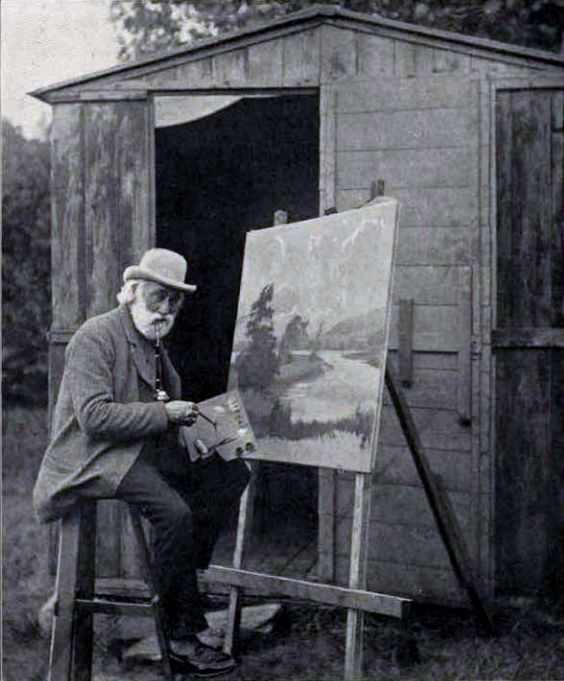
Vilhelm Kyhn arbeitet in seinem Freiluft-Atelier in Ry,
Foto vor 1890

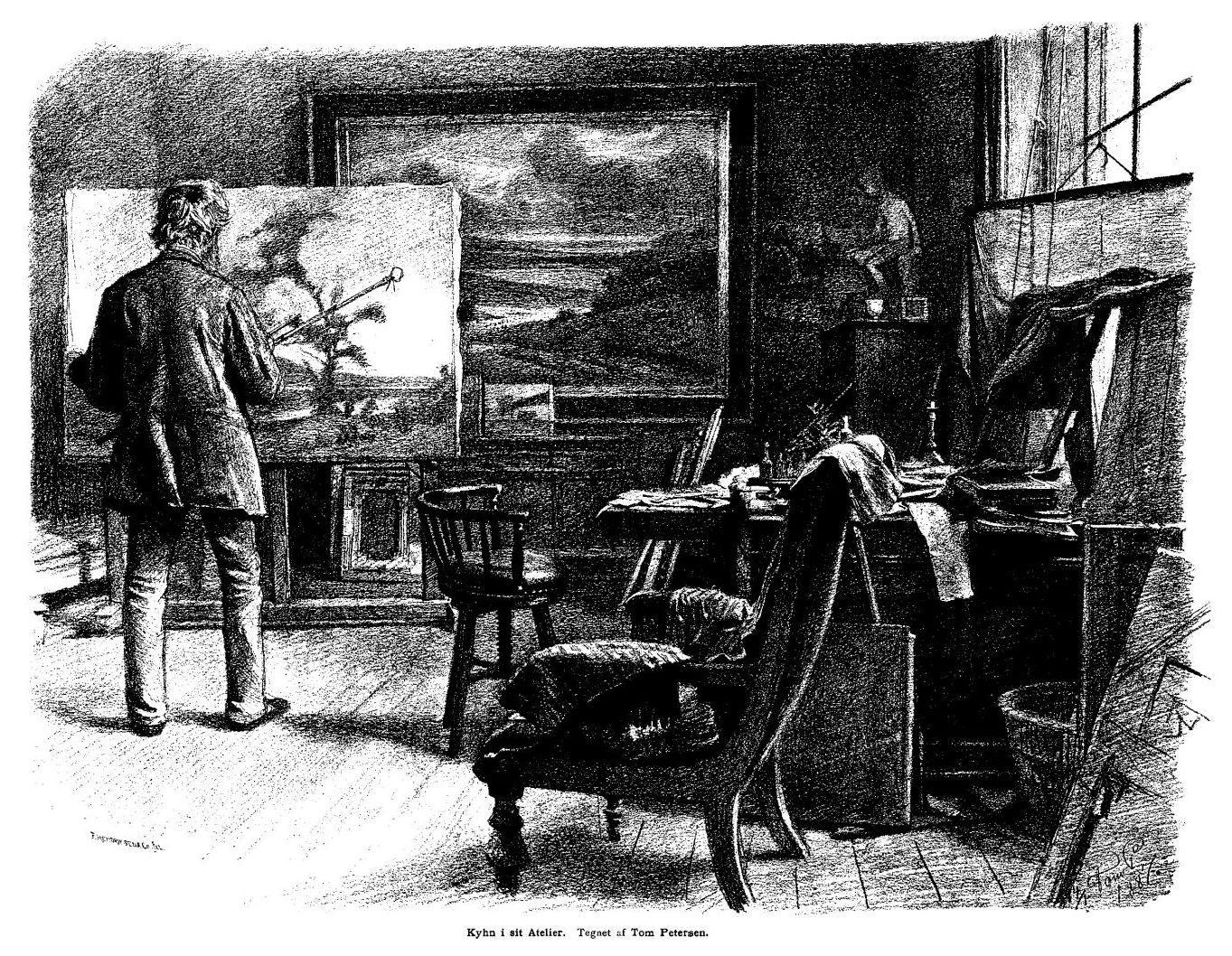
Peter Tom-Petersen:
Vilhelm Kyhn in seinem Atelier, 1887

Peter Vilhelm Carl Kyhn (* 30. März 1819 in Kopenhagen; † 11. Mai 1903 in Frederiksberg) war ein dänischer Landschaftsmaler und Professor an der Königlich Dänischen Kunstakademie. Er wird zu den Künstlern des Goldenen Zeitalters Dänemarks (den danske guldalder) gezählt.

## Leben
Vilhelm Kyhn war Sohn des im königlichen Grönland-Handel tätigen Carl Gottlieb Kyhn und dessen Frau Sara Marie Hendriksen. Zunächst erhielt er nach dem Willen des Vaters eine Ausbildung in einem Handelskontor, konnte dann jedoch eine weitere Ausbildung bei einem Kupferstecher absolvieren. 1836 kam er zum Studium an die Kopenhagener Kunstakademie, ab 1840 in der Schule der Gipsmodell-Malerei und ab 1841 in der Modellschule. Hier wurde er beeinflusst vom Klassizismus seiner Lehrer Christoffer Wilhelm Eckersberg, dem Vater des Goldenen Zeitalters, und dem Historienmaler Johann Ludwig Lund. Weitere Inspirationsquellen waren Niels Laurits Høyen, ebenfalls Lehrer an der Akademie und ein bedeutender Kunstkritiker und -historiker sowie N. F. S. Grundtvig, Schriftsteller, Dichter und Philosoph. 1843 debütierte er auf der Charlottenborg Frühjahrs-Ausstellung (Forårsudstilling) in Kopenhagen mit: Strandparti fra Bornholm. Lyseklippen ved Rø und erhielt eine kleine Silbermedaille. Er war dann 60 Jahre auf dieser renommierten Ausstellung mit seinen Werken vertreten und von 1873 bis 1888 Mitglied der Ausstellungskommission. In solcher Funktion war er später auch für die Weltausstellung Paris 1878 tätig.
Kyhn wurde 1845 mit der Neuhausenschen Prämie (Neuhausenske Præmier) und 1848 (sowie erneut 1851) mit einem Akademiestipendium ausgezeichnet. Die damit zu finanzierenden Auslandsreisen konnte er infolge der ungeklärten Verhältnisse in Europa erst 1850 antreten, blieb dann aber zwei Jahre in Frankreich und Italien. Weitere Studienreisen führten ihn später nach Schweden im Jahr 1866 und 1874; Norwegen 1873 und 1874; Skagen 1877; Paris 1878. Er war einer der Initiatoren bei der Gründung von „Den danske Radeerforening“ (der dänischen Radierervereinigung) im Jahr 1853.
Kyhn lehrte in den 1850er Jahren an einer eigenen Zeichen- und Malschule. In den 1870er Jahren wurde sein Atelier zu einem Treffpunkt für eine Gruppe junger, unzufriedener Künstler und Akademie-Studenten, die „Huleakademiet“ (Höhlenakademie) genannt wurde. Die „Huleakademiet“, zu der etwa Christian Zacho, Thorvald Niss und Harald Foss (1843–1922) zählten, war ein Vorläufer der 1882 von Laurits Tuxen gegründeten „Kunstnernes Frie Studieskoler“. Daneben betrieb Kyhn zwischen 1865 und 1895 auch eine Malschule für Frauen, die „Tegneskolen for Kvinder“. Diese Schule war für Frauen eine Alternative, da ihnen der Zugang zur Kunstakademie bis 1888 verwehrt blieb. Über 75 Frauen waren hier in diesen Jahren seine Schülerinnen, darunter Anna Ancher, Johanne Cathrine Krebs, Marie Luplau, Emilie Mundt, Ida Schiøttz-Jensen und Nicoline Tuxen. Deren Bruder Laurits Tuxen war wiederum bis 1872 ein Schüler Kyhns an der Akademie.
Kyhn war von 1870 bis 1882 Mitglied der Akademie und wurde 1887 als Mitglied in die akademische Plenarversammlung gewählt. 1879 wurde er mit dem Dannebrogorden (Ridder af Dannebrog) geehrt. 1897 wurde er Mitglied der Königlich Schwedischen Kunstakademie.
Vilhelm Kyhn war ab September 1853 verheiratet mit Pauline Petrine Leisner (1821–1894). Das Paar hatte drei Kinder. Der Sohn Svend Carl (1862–1890) war ein vielversprechender Landschafts- und Interieurmaler, verstarb aber sehr früh. Kyhn verstarb wenige Wochen nach seinem 84. Geburtstag, er wurde auf dem Solbjerg-Parkfriedhof (Solbjerg Parkkirkegård) in Frederiksberg begraben.

## Werk
Vilhelm Kyhn gehörte neben Johan Thomas Lundbye und P. C. Skovgaard zur letzten Generation des so genannten Goldenen Zeitalters der dänischen Malerei, das mit dem Bürgerkrieg um das Herzogtum Schleswig 1848/50 sein Ende fand. Seine Akademielehrer und die bereits genannten Niels Laurits Høyen und N. F. S. Grundtvig waren ausschlaggebend bei seiner Hinrichtung zu einer nationalen Romantik und dem Suchen seiner Motive in der dänischen Landschaft.
Viele seiner Landschaftsmotive sind der Umgebung von Ry und Silkeborg in Ost-Jütland entnommen, dort verbrachte er seine Sommer ab den 1870er Jahren in der Nähe des Himmelbjerget, einem der höchsten Punkte Dänemarks. Es ist anzunehmen, dass Kyhn hier anfing, mit der Freiluftmalerei zu experimentieren, anstatt im Studio zu malen, wie er es vorher getan hatte. Er stand damit in einer Reihe mit den französischen Malern der Schule von Barbizon. Er machte vorzugsweise Studien zu gleichen Themen bei verschiedenen Lichtverhältnissen und entfernte sich damit von der akademischen Malweise. Gleichwohl kritisierte er 1876 in einer Schrift den wachsenden Internationalismus und den Einfluss französischer Kunst, dem junge dänische Künstler unterlagen, die im Rahmen ihrer Ausbildung nach Frankreich reisen wollten. Sein Ziel war hierbei die Verteidigung der dänischen nationalen Kunst und der Eckersberg-Schule der Malerei. 1882 verließ er die Akademie aus Protest.
Nach dem Tod Kyhns wurden 1903 auf einer Auktion in den Räumen der Kunstforeningen etwa 150 seiner Werke auf Leinwand und Papier sowie 130 Handzeichnungen angeboten. In einer erneuten Auktion auf Charlottenborg kamen 1904 weitere 212 Werke zum Aufruf. In einer Ausstellung der Foreningen for National Kunst wurden 1919 zu Kyhns 100. Geburtstag etwa 350 Gemälde und 50 Aquarelle gezeigt.
Werke von Vilhelm Kyhn befinden sich in allen bekannten Museen Dänemarks, etwa in Kopenhagen im Statens Museum for Kunst, im Stadtmuseum und in der Sammlung Hirschsprung, im ARoS Aarhus Kunstmuseum, im Randers Kunstmuseum sowie im Bornholms Kunstmuseum. In den Jahren 2012 bis 2014 zeigten nacheinander vier Museen eine große Ausstellung seiner Werke unter dem Titel „Vilhelm Kyhn & det danske landskab“. Die beteiligten Museen waren das Randers Kunstmuseum, das Fuglsang Kunstmuseum, das Ribe Kunstmuseum und Bornholms Kunstmuseum.

„Kyhn har malt fortrinlige Studier og Billeder fra alle Egne af Danmark, fra Himmelbjerget og Kalveboderne, fra Bornholm og fra Skagen. […] Han har forsøgt at gengive alle Aarets og Døgnets Tider, skildret Stille og Storm, klar Sol og skyet Himmel, Regn, Taage og fygende Sne. Alsidigere Landskabsmaler har Verden næppe kendt.“

„Kyhn hat ausgezeichnete Studien und Bilder gemalt von allen Teilen Dänemarks, von Himmelbjerget und Kalveboderne, von Bornholm und Skagen. […] Er hat versucht, das ganze Jahr und jede Tageszeit zu reproduzieren, schildert Ruhe und Sturm, klare Sonne und bewölkten Himmel, Regen, Nebel und Schneetreiben. Einen vielseitigeren Landschaftsmaler hat die Welt kaum gekannt.“

## Galerie

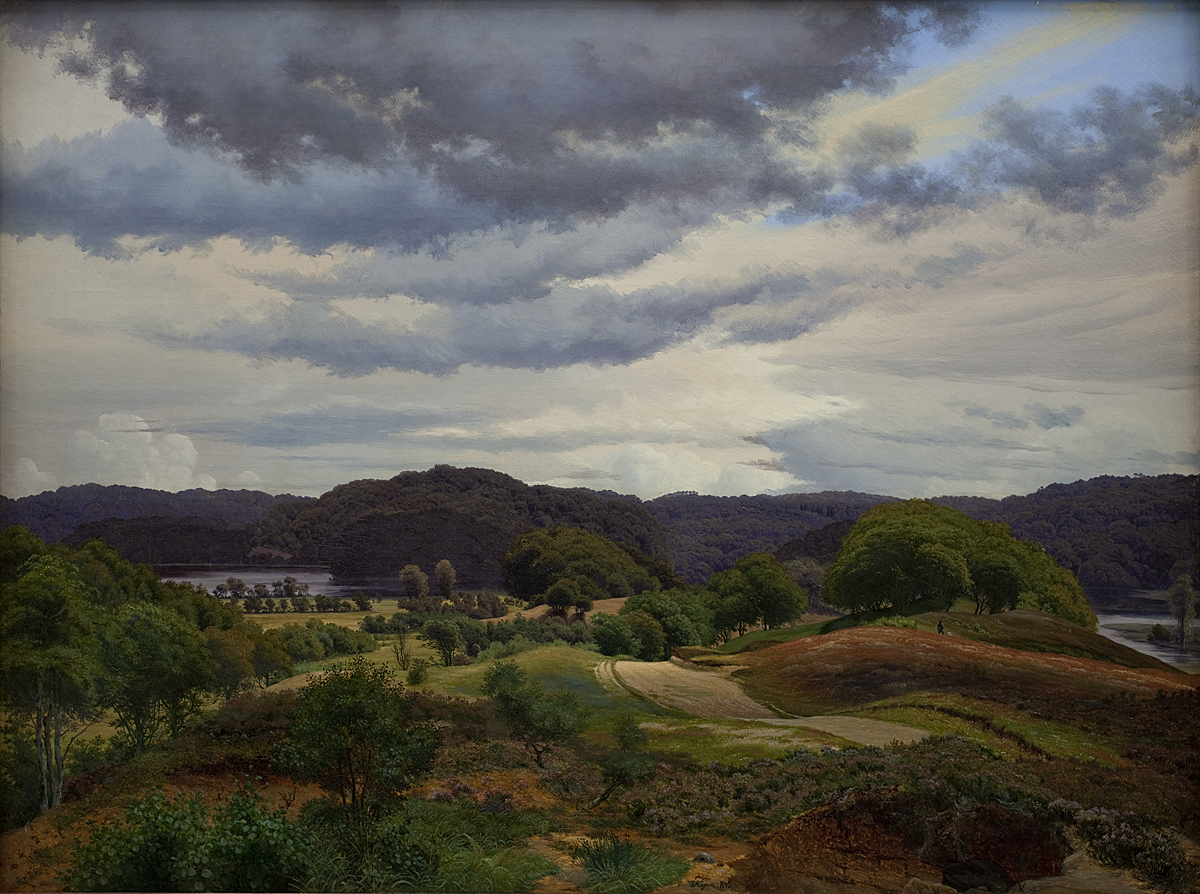
Jütländische Waldregion bei Silkeborg (1845)
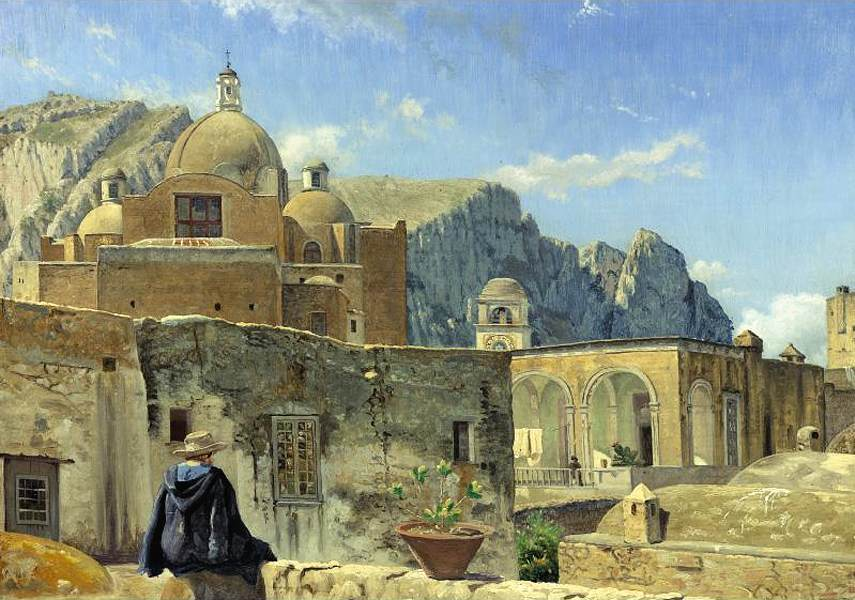
Motiv von Capri (1850)
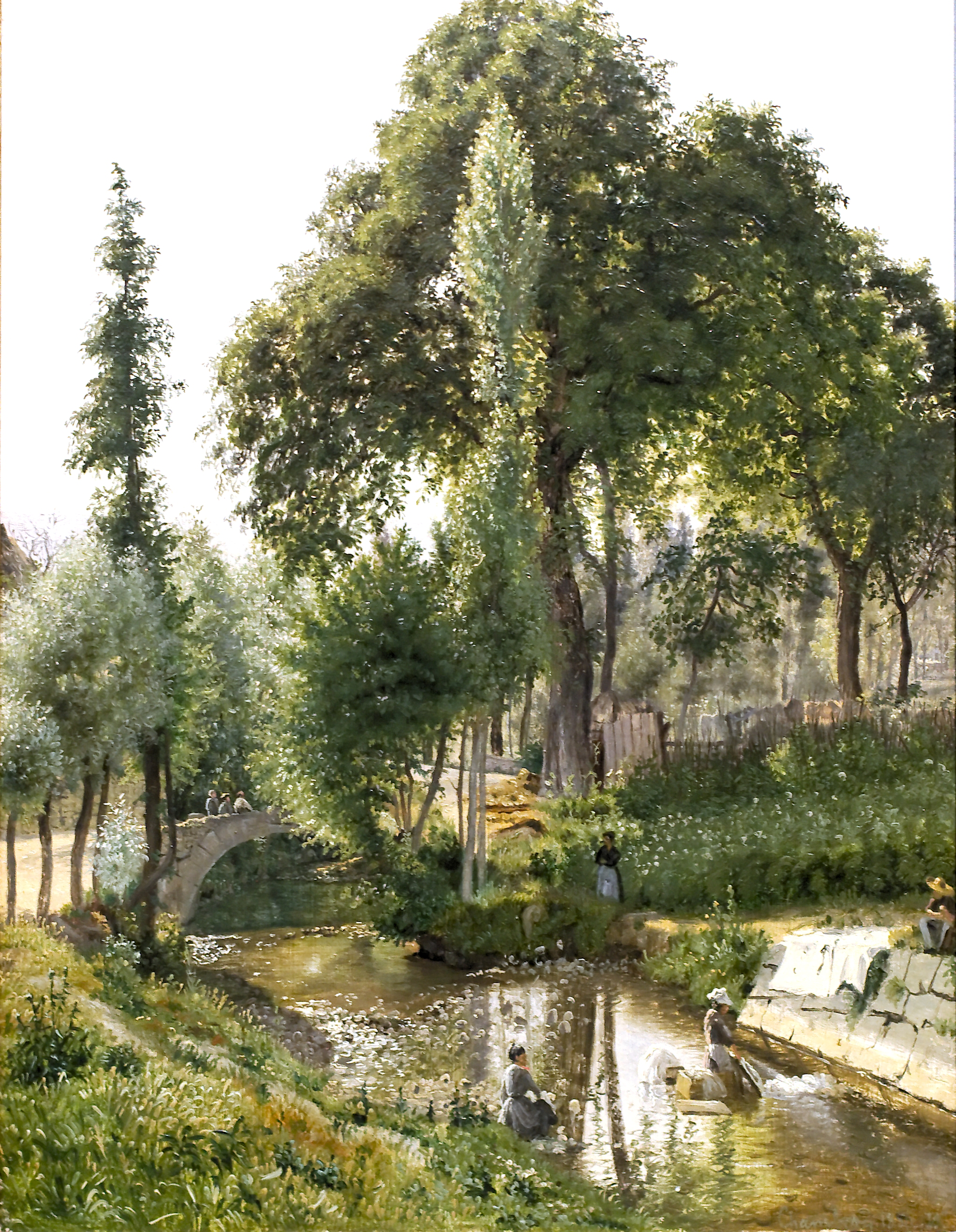
Landschaft in Savoyen mit waschenden Frauen (1850)
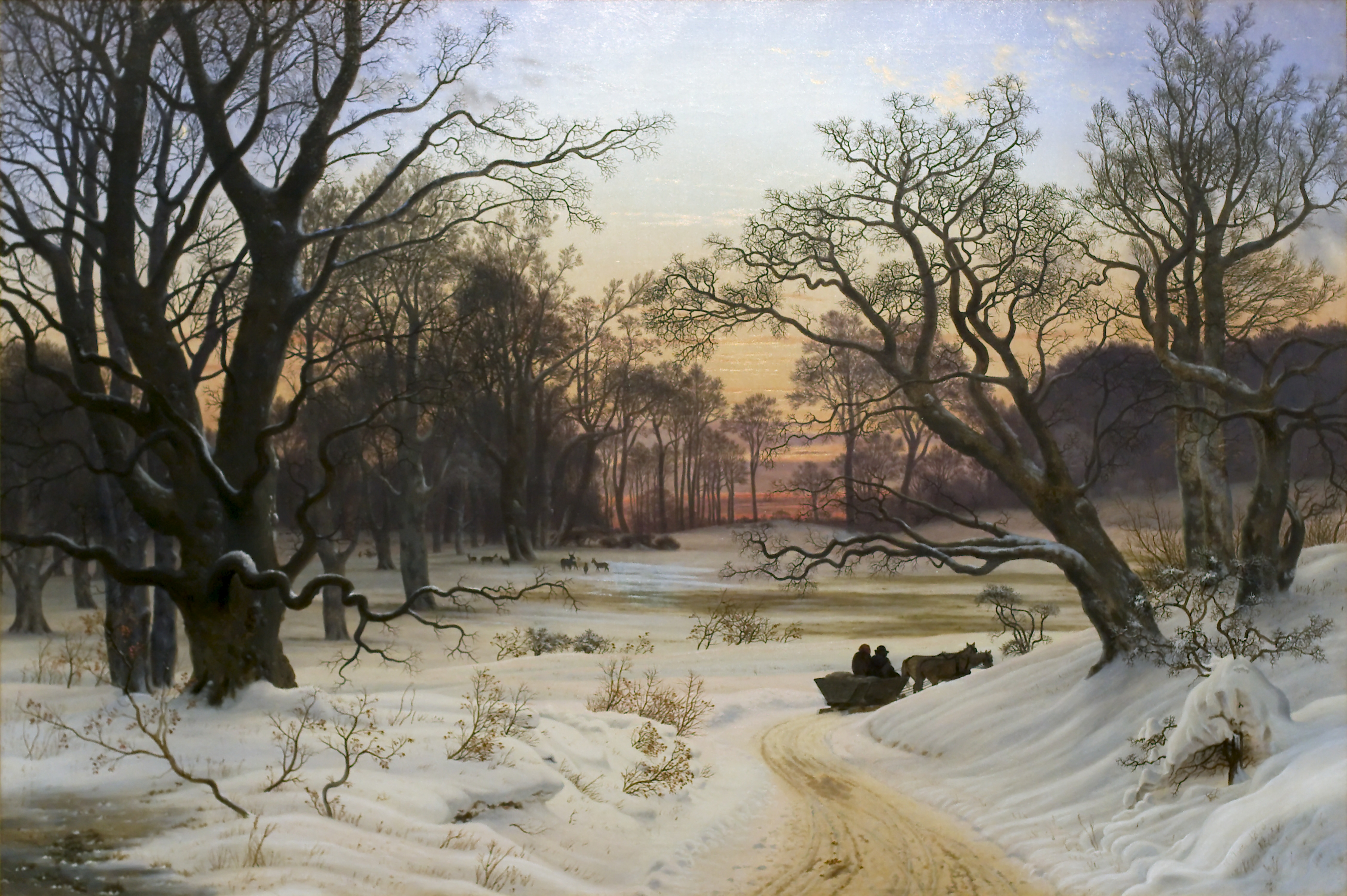
Winterabend in einem Wald (1853)
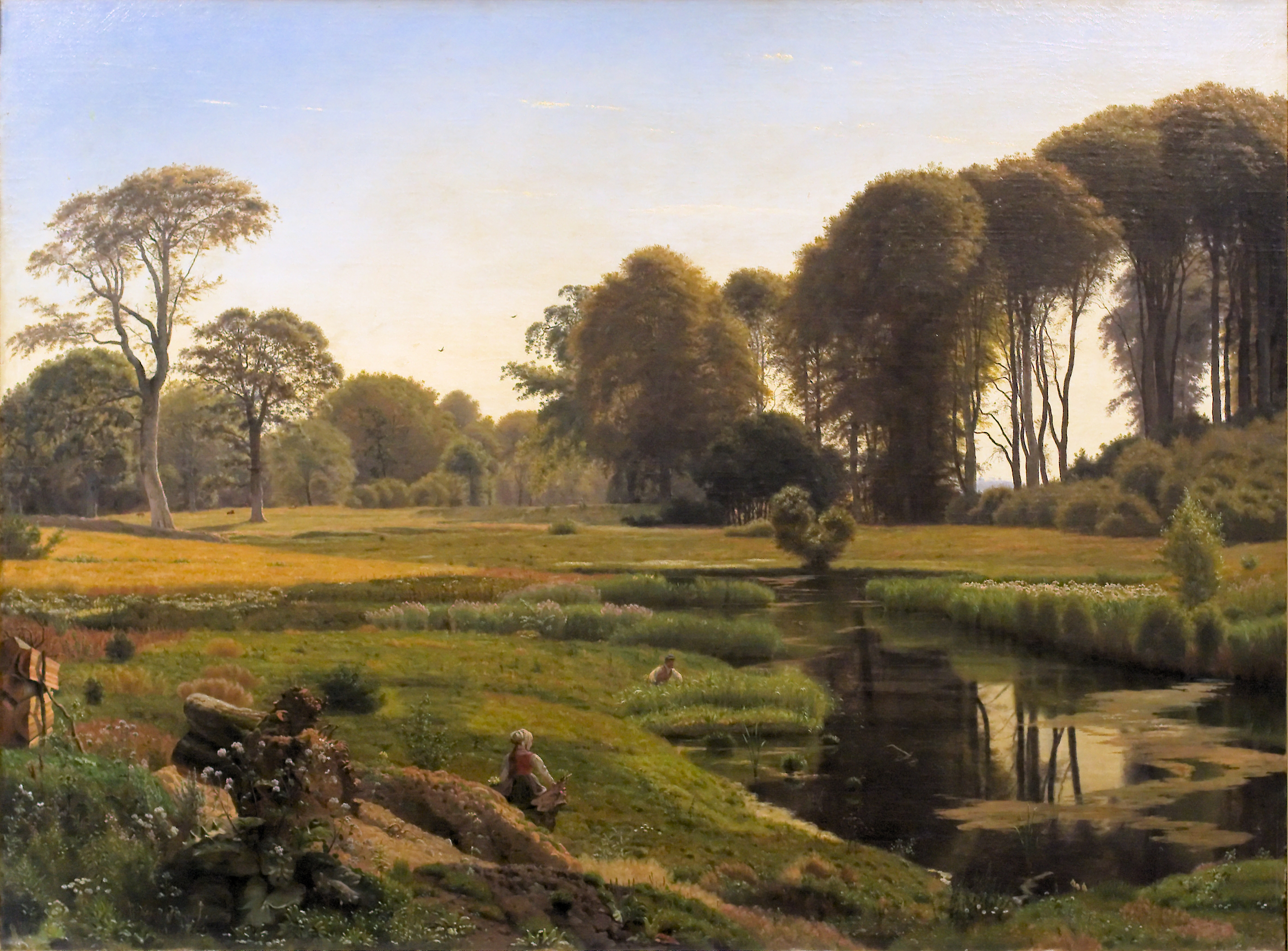
Ein Sommertag, Motiv aus Horneland bei Fåborg (1869)
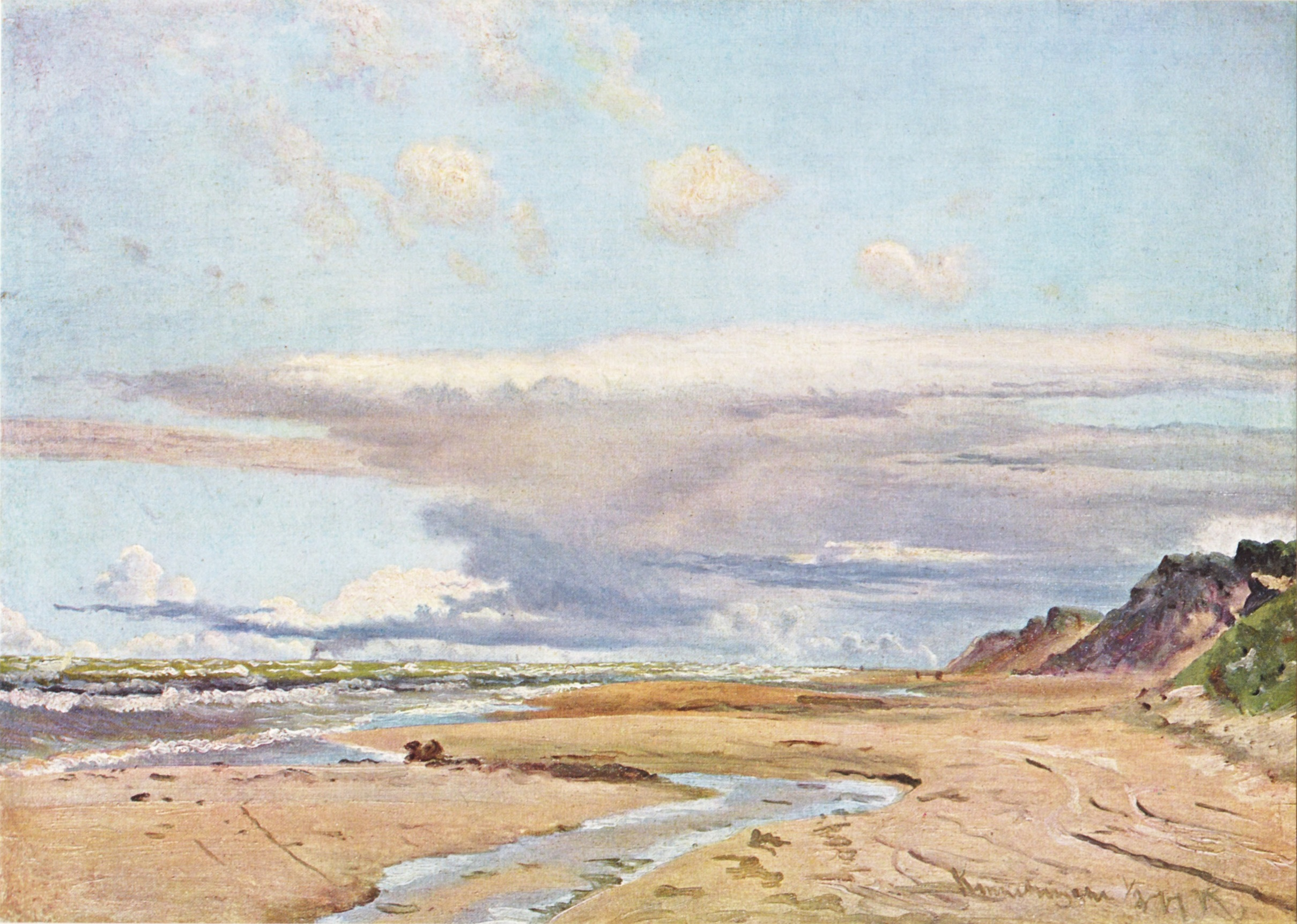
Der Strand bei Kandestederne (1877)
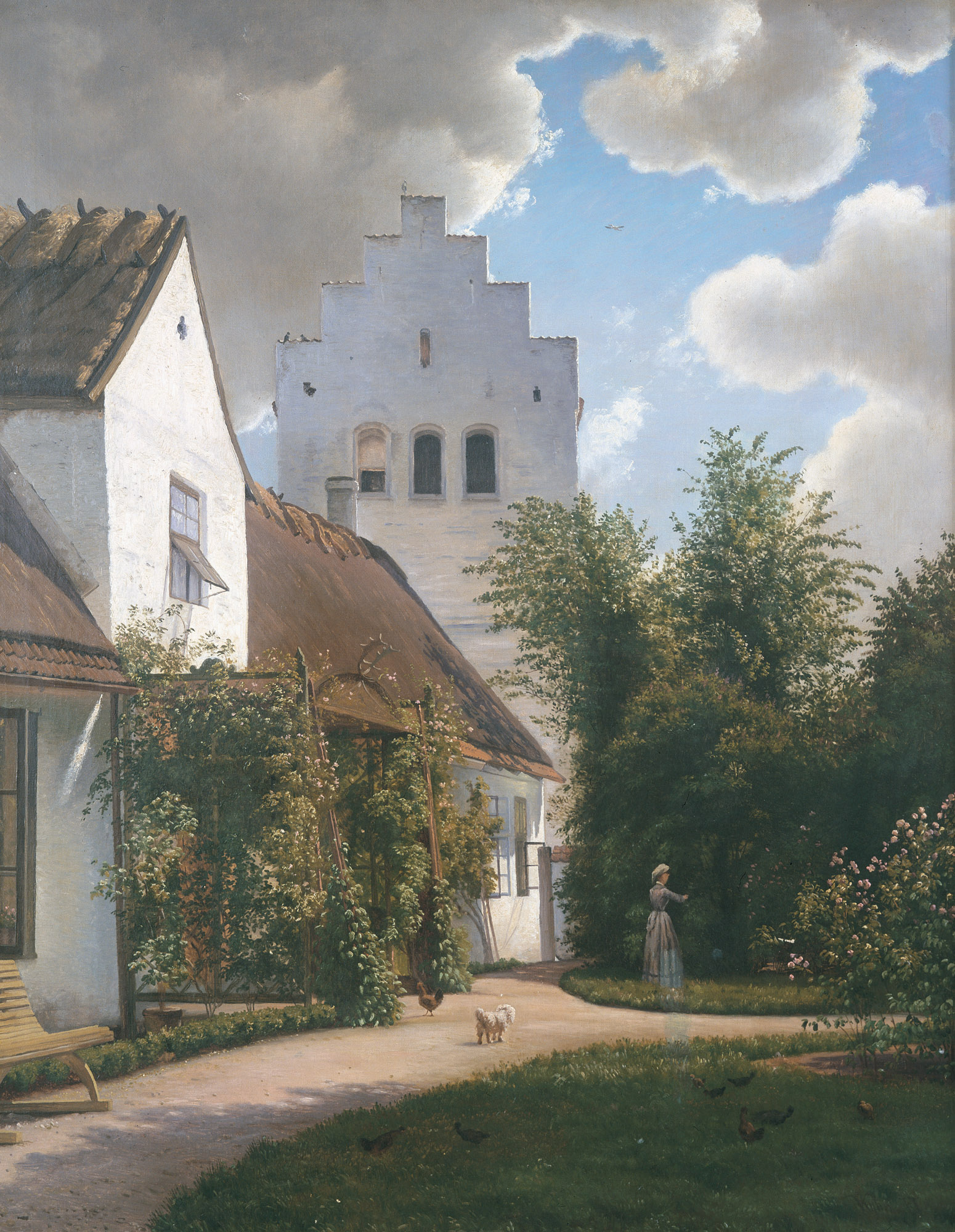
Das Pfarrhaus in Greve (1877)
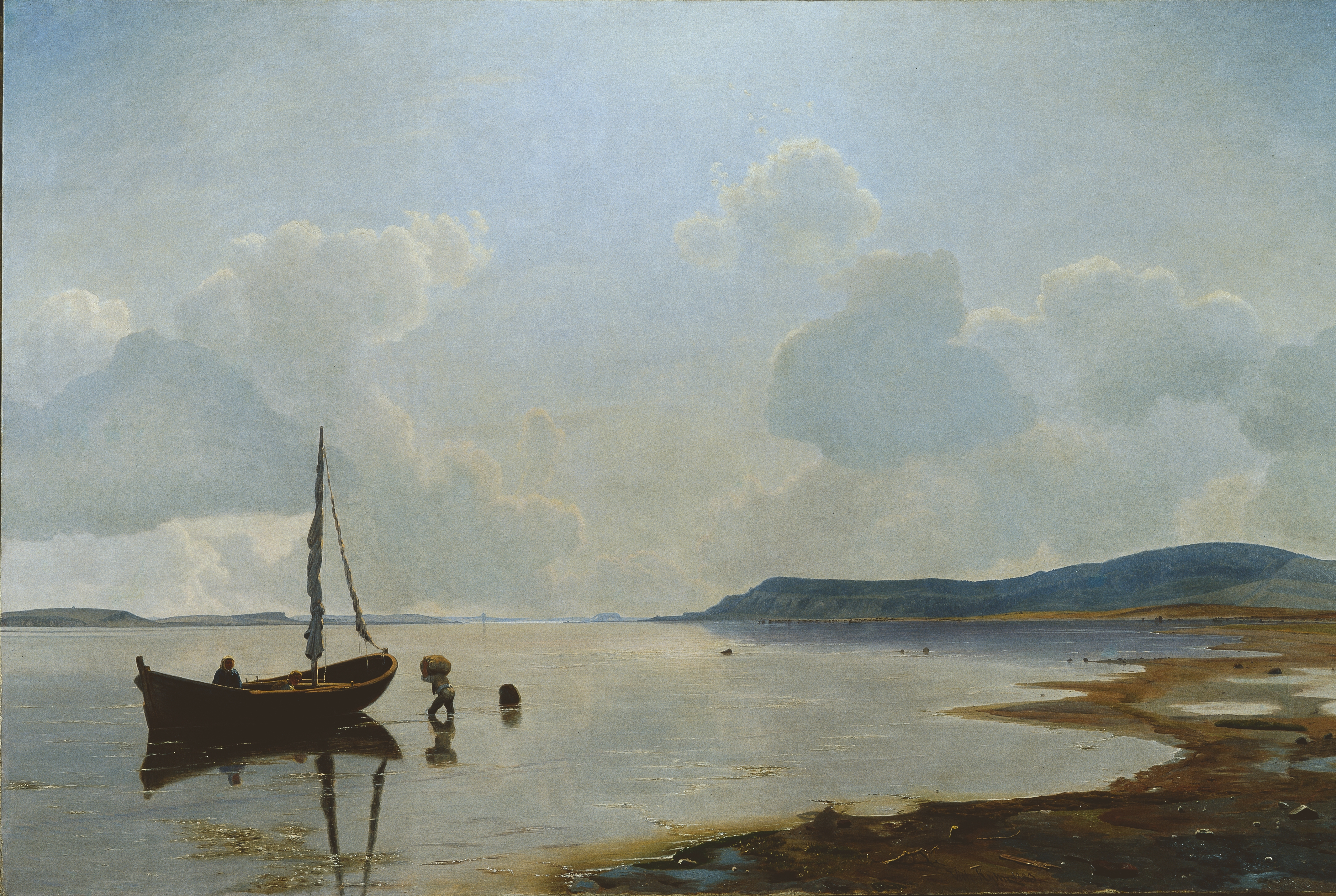
Am Issefjord (1883)